# تشارلي تشونغ
تشارلي تشونغ هو لاعب غولف صيني، ولد في 1903، وتوفي في 1998.